# New Windsor (Nueva York)
New Windsor es un pueblo ubicado en el condado de Orange en el estado estadounidense de Nueva York. En el año 2000 tenía una población de 22,866 habitantes y una densidad poblacional de 253.8 personas por km².

## Geografía
New Windsor se encuentra ubicado en las coordenadas 41°28′36″N 74°01′26″O / 41.47667, -74.02389. Según la Oficina del Censo, la ciudad tiene un área total de 95,9 km² (37,0 mi²), de la cual 90,1 km² (34,8 mi²) es tierra y 5,8 km² (2,2 mi²) (6.03%) es agua.

## Demografía
Según la Oficina del Censo en 2000 los ingresos medios por hogar en la localidad eran de $51,113, y los ingresos medios por familia eran $58,292. Los hombres tenían unos ingresos medios de $34,283 frente a los $30,044 para las mujeres. La renta per cápita para la localidad era de $22,806. Alrededor del 1.03% de la población estaban por debajo del umbral de pobreza.